# Хлоренхима
Хлоре́нхима, или хлорофиллоно́сная паренхи́ма, — ассимиляционная (то есть осуществляющая синтез молекулярных компонентов клетки) ткань сосудистых растений, состоящая из паренхимных клеток, вдоль тонких стенок которых одним слоем располагаются хлоропласты, не затеняя друг друга.
В некоторых источниках ассимиляционную ткань рассматривают как разновидность основной паренхимы, встречающуюся в зеленых листьях и веточках.

## Строение и функции

Строение листовой пластинки. Показаны палисадная (сверху, плотно упакованные клетки) и губчатая (снизу, рыхло расположенные клетки) части мезофилла, расположенные между верхним и нижним эпидермальными слоями

В разных органах размеры и форма клеток хлоренхимы неодинаковы. Наиболее разнообразна хлоренхима листьев — мезофилл. Хлоренхима, клетки которой имеют продолговатую форму, называется столбчатой, или палисадной, а состоящая из округлых клеток с большими межклетниками — губчатой. Фотосинтетическая активность хлоренхимы листа пропорциональна числу находящихся в её клетках хлоропластов.
Важное значение в структуре хлоренхимы играют межклетники — воздухоносные полости, — резко увеличивающие зелёный экран листа, то есть площадь соприкосновения клеток мезофилла с воздушной средой. Из воздухоносных полостей хлоренхимы в клетки поступает диоксид углерода, необходимый для фотосинтеза, а в них выделяется кислород.
В некоторых случаях внутренняя поверхность хлоренхимы листа увеличивается за счёт образования многочисленных складок клеточных оболочек. Такая паренхима называется складчатой.
Хлоренхима образуется также в молодых стеблях, органах цветка, плодах и залегает непосредственно под эпидермисом, что обеспечивает её хорошее освещение и газообмен. Хотя к фотосинтезу способны и другие ткани (например, эпидерма), у хлоренхимы эта функция главная и единственная. Обычно фотосинтезирующие ткани располагаются более или менее поверхносто, но  иногда хлоренхима располагается в глубине стебля, вокруг пучков или более поверхностно, под механической тканью. В данном случае её функция, вероятно, связана со снабжением внутренних тканей стебля, в первую очередь живых клеток проводящих пучков, кислородом, который образуется в процессе дыхания.
В редких случаях хлоренхима образуется и в корнях, доступных свету, — в корнях водных растений, в воздушных корнях.
У некоторых моховидных (например, печёночника маршанции) на верхней стороне таллома образуются специальные структуры — камеры, со дна которых отходят цепочки хлорофиллоносных клеток. В наружной стенке камеры находится отверстие — дыхальце. Такую структуру называют ассимилятор.